# Мадараш (Муреш)
Мадараш (рум. Mădăraș) насеље је у Румунији у округу Муреш у општини Мадараш. Oпштина се налази на надморској висини од 331 m.

## Становништво
Према подацима из 2002. године у насељу је живело 1311 становника.

### Попис2002.
| Расподела становништва по националности 2002.‍ | Расподела становништва по националности 2002.‍ | Расподела становништва по националности 2002.‍ | Расподела становништва по националности 2002.‍ | Расподела становништва по националности 2002.‍ |
| --------------------------------------------- | --------------------------------------------- | --------------------------------------------- | --------------------------------------------- | --------------------------------------------- |
|                                               |                                               |                                               |                                               |                                               |
| Румуни                                        | Румуни                                        |                                               | 80                                            | 6,1%                                          |
| Мађари                                        | Мађари                                        |                                               | 1.060                                         | 80,9%                                         |
| Роми                                          | Роми                                          |                                               | 171                                           | 13,0%                                         |